# منطقة شعاري بنيامين الصناعية
منطقة شعاري بنيامين الصناعية (بالعبرية: אזור תעשייה שער בנימין) (بالإنجليزية: Sha'ar Binyamin Industrial Zone)‏ هي منطقة صناعية استيطانية إسرائيلية أنشئت في عام 1998 كمنطقة تجارية وخدماتية في مجلس ماتي بنيامين الإقليمي المُقامة فوق الضفة الغربية التي تحتلها إسرائيل منذ عام 1967. تبلغ مساحة المنطقة الصناعية نحو 606 دونمًا. أُقيمت وسط الضفة الغربية إلى الشمال من مدينة القدس على أراضي قريتي جبع ومخماس في محافظة القدس.

## الوضع القانوني
يعتبر المجتمع الدولي المستوطنات الإسرائيلية في الضفة الغربية غير قانونية بموجب القانون الدولي، لكن الحكومة الإسرائيلية تعارض ذلك.